# Eric H. Cline

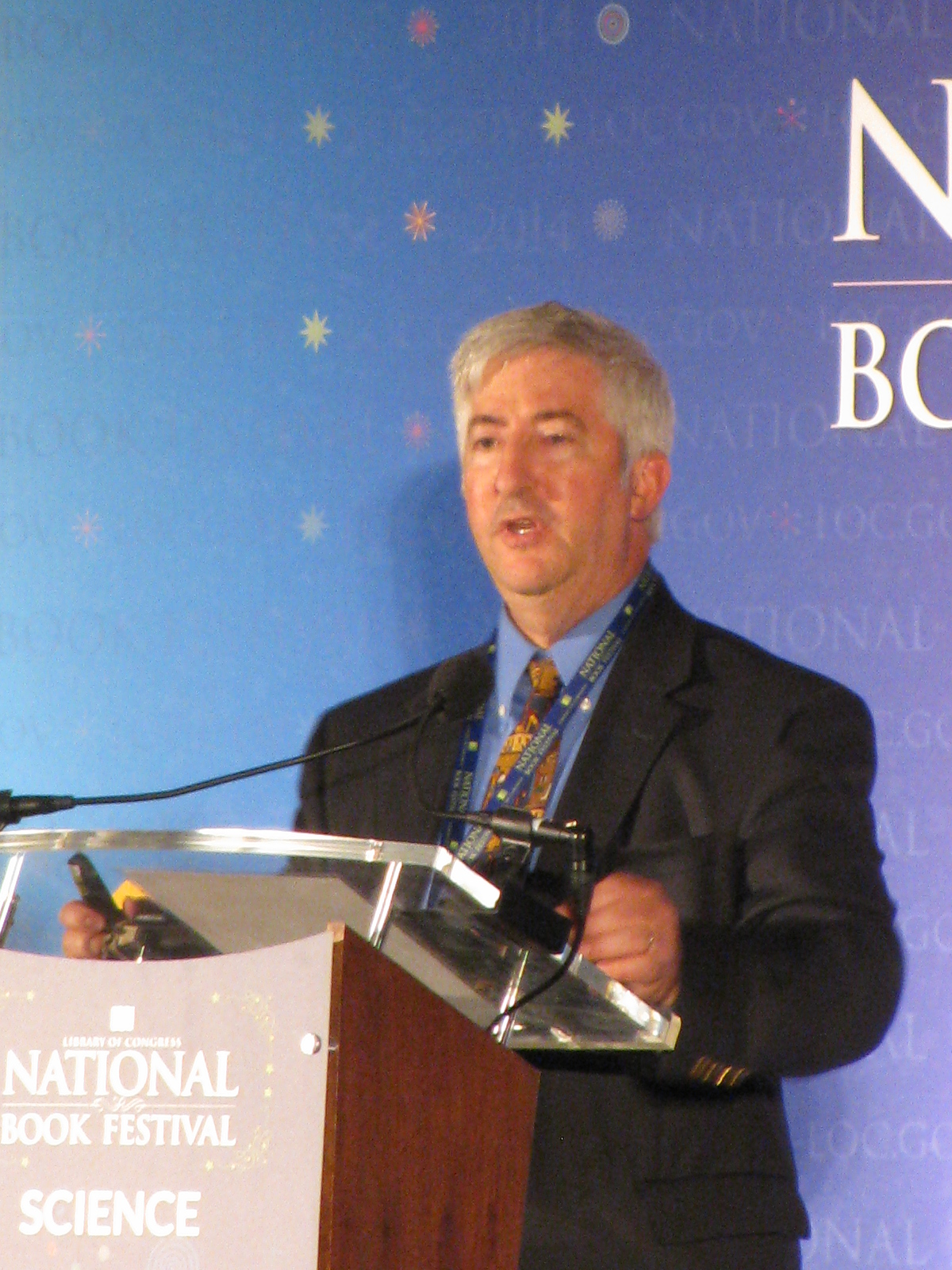
Eric H. Cline (2014)

Eric H. Cline (* 1. September 1960 in Washington, D.C.) ist ein amerikanischer Archäologe, Historiker und Autor wissenschaftlicher und populärwissenschaftlicher Bücher.

## Werdegang
Cline studierte Klassische Archäologie und Anthropologie am Dartmouth College (B.A. 1982), vorderasiatische Sprachen und Literatur an der Yale University (M.A. 1984) und Alte Geschichte an der University of Pennsylvania. Dort wurde er 1991 mit der Arbeit Orientalia in the Late Bronze Age Aegean promoviert. Danach lehrte Cline u. a. an der California State University in Fresno (1992–1994), der Xavier University in Cincinnati (1994–1997), der Stanford University (1997/98) und der University of Cincinnati (1998–2000). Seit 2000 lehrt er als Professor für Klassische Altertumswissenschaft und Anthropologie am Department of Classical and Near Eastern Languages and Civilizations der George Washington University in Washington, D.C. (2000 Assistant Professor, 2004 Associate Professor, 2012 Professor), wo er als Direktor das Archäologische Institut der Universität, das Capitol Archaeological Institute, leitet.

## Forschungen und Ehrungen
In seinen Forschungsarbeiten befasst sich Cline mit der Archäologie der Levante, Biblischer Archäologie, Militärgeschichte und den internationalen Beziehungen des Mittelmeerraumes in der Bronzezeit.
Cline nahm als Archäologe an 30 Ausgrabungskampagnen in Israel, Ägypten, Jordanien, Zypern, Griechenland und den Vereinigten Staaten teil, so von 1994 bis 2014 an 10 Kampagnen in Megiddo, zuletzt als Codirektor neben Israel Finkelstein von der Universität Tel Aviv, und seit 2005 als Codirektor neben Assaf Yasur-Landau von der Universität Haifa in Tel Kabri. Im Mai 2015 erhielt er die Ehrendoktorwürde des Muhlenberg Colleges verliehen.

## Schriften
- Sailing the Wine-Dark Sea. International Trade and the Late Bronze Age Aegean. British Archaeological Reports, Oxford 1994/2009, ISBN 978-1-4073-0417-5 (= Dissertation).
- mit Diane Harris-Cline (Hrsg.): The Aegean and the Orient in the Second Millennium. Proceedings of the 50th Anniversary Symposium, Cincinnati, 18–20 April 1997 (= Aegaeum Bd. 18). Lüttich 1998 (Digitalisat).
- David O’Connor (Hrsg.): Amenhotep III: Perspectives on His Reign. University of Michigan Press, Ann Arbor 1998/2001, ISBN 978-0-472-08833-1.
- The Battles of Armageddon. Megiddo and the Jezreel Valley from the Bronze Age to the Nuclear Age. University of Michigan Press, Ann Arbor 2000, ISBN 978-0-472-09739-5.
- Jerusalem Besieged. From Ancient Canaan to Modern Israel. University of Michigan Press, Ann Arbor 2004, ISBN 978-0-472-11313-2.
- mit Jill Rubalcaba: The Ancient Egyptian World. Oxford University Press, Oxford 2005, ISBN 978-0-19-522244-9.
- mit David O’Connor (Hrsg.): Thutmose III. A New Biography. University of Michigan Press, Ann Arbor 2006, ISBN 978-0-472-11467-2.
- From Eden to Exile. Unraveling Mysteries of the Bible. National Geographic 2007, ISBN 978-1-4262-0084-7.
  - deutsche Übersetzung von Michael Sailer: Warum die Arche nie gefunden wird. Biblische Geschichten archäologisch entschlüsselt, Theiss, Darmstadt 2016, ISBN 978-3-8062-3385-8.
- Biblical Archaeology. A Very Short Introduction. Oxford University Press, Oxford 2009, ISBN 978-0-19-534263-5.
  - deutsche Übersetzung von Karin Schuler: Biblische Archäologie. Eine kleine Einführung. Reclam, Stuttgart 2012, ISBN 978-3-15-018857-6.
  - deutsche Übersetzung von Karin Schuler: Biblische Archäologie. Von Genezareth bis Qumran. Zabern, Darmstadt 2016, ISBN 978-3-8053-4978-9.
- (Hrsg.): The Oxford Handbook of the Bronze Age Aegean. Oxford University Press, Oxford 2010, ISBN 978-0-19-536550-4.
- mit Jill Rubalcaba: Digging for Troy. From Homer to Hisarlik. Charlesbridge 2011, ISBN 978-1-58089-326-8.
- mit Mark W. Graham: Ancient Empires: From Mesopotamia to the Rise of Islam. Cambridge University Press, Cambridge 2011, ISBN 978-0-521-88911-7.
- mit Gary M. Beckman und Trevor R. Bryce: The Ahhiyawa Texts (Writings from the Ancient World). Society of Biblical Literature 2011, ISBN 978-1-58983-268-8.
- mit David O’Connor: Ramesses III. The Life and Times of Egypt’s Last Hero. University of Michigan Press, Ann Arbor 2012, ISBN 978-0-472-11760-4.
- The Trojan War. A Very Short Introduction. Oxford University Press, Oxford 2013, ISBN 978-0-19-976027-5.
- 1177 BC. The Year Civilization Collapsed. Princeton University Press, Princeton 2014, ISBN 978-0-691-14089-6.
  - deutsche Übersetzung von Cornelius Hartz: 1177 v. Chr. Der erste Untergang der Zivilisation. Theiss, Darmstadt 2015, ISBN 978-3-8062-3195-3.
- Three Stones Make a Wall. The Story of Archaeology. Princeton University Press, Princeton 2017, ISBN 978-3-421-04801-1.
  - deutsche Übersetzung von Cornelius Hartz: Versunkene Welten und wie man sie findet. Auf den Spuren genialer Entdecker und Archäologen. DVA, München 2018, ISBN 978-3-421-04801-1.
- Digging Up Armageddon. The Search for the Lost City of Solomon. Princeton University Press, Princeton 2020, ISBN 978-0-691-16632-2.
  - deutsche Übersetzung von Cornelius Hartz: Armageddon. Auf der Suche nach der biblischen Stadt Salomos. Theiss, Darmstadt 2021. ISBN 978-3-8062-4341-3.
- mit Glynnis Fawkes: 1177 BC. A Graphic History. Princeton University Press, Princeton 2024, ISBN 978-0-691-21302-6.
- After 1177 B.C. The Survival of Civilizations. Princeton University press, Princeton (N.J.) 2024, ISBN 978-0-691-19213-0.
  - deutsche Übersetzung von Jörg Fündling: Nach 1177 v. Chr. Wie Zivilisationen überleben. WBG Theiss, Freiburg 2024, ISBN 978-3-534-61002-0.